# وادي حمد (طوباس)
وادي حمد هو واد يقع في مدينة طوباس شمال الضفة الغربية، تعتمد مياهه على الأمطار أما في فصل الصيف فهو جاف تماما، يوجد في هذا الواد نبع ولكن تحت الأرض وحسب اتفاقية أوسلو فلا يجوز الحفر للنبع.
يرتفع عن مستوى سطح البحر حوالي 600م، والجبال المحيطة به تتميز بالثلوج والأمطار الغزيرة في الشتاء والاعتدال في الصيف.

## السكان
يسكن هذا الواد جزء من عائلة الصوافطة وعائلات مسيحية ويوجد فيه كنيسة ومسجد التوحيدمقابل مدخل الواد وعدد سكانة لا يتجاوز 100 نسمة.

## مجرى مياه الواد
هذا الواد يتميز بوفرة المياه في فصل الشتاء حيث تأتي المياه إلى هذا الواد من الجبال المحيطة به ثم تمر المياه من خلف المنازل وتصل إلى الشوارع ثم إلى قرية تياسير ثم إلى الأغوار.

## المنظر العام
الوادي يقع على الطريق بين مدينة طوباس وجبال وأحراش طوباس، ومنظره جميل؛ يوجد كثير من أشجار الزيتون واللوز والصنوبر، ونباتات أخرى مثل: القمح والشعير والبرسيم والعشب وغيرها.

## الطيور والحيوانات
يوجد في هذا الواد العديد من الحيوانات والطيور مثل: الكلاب، الخنازير، فنك، القطط، الأغنام، الأبقار، الصقور، النسور، نقار الخشب، الغراب وغيرها.